# Viên Thế Khải
Viên Thế Khải (giản thể: 袁世凯; phồn thể: 袁世凱; bính âm: Yuán Shìkǎi; Wade–Giles: Yüan Shih-k'ai; 1859 - 1916), tự là Uy Đình (慰亭), hiệu là Dung Am (容庵); là một đại thần cuối thời nhà Thanh và là Đại Tổng thống thứ hai của Trung Hoa Dân Quốc, đồng thời là hoàng đế duy nhất của Hồng Hiến Đế chế. Viên Thế Khải đã cố gắng cứu vương triều của mình bằng một số dự án hiện đại hóa bao gồm cải cách quan thuế, tài khóa, tư pháp, giáo dục và các cải cách khác, mặc dù đóng một vai trò quan trọng trong sự thất bại của Bách nhật duy tân dưới thời Hoàng đế Quang Tự.
Sinh ra trong một gia đình thế phiệt giàu có ở Hà Nam, Viên Thế Khải bắt đầu sự nghiệp của mình trong Hoài quân (淮軍). Ông được cử đến Joseon để chỉ huy một đơn vị đồn trú của Nhà Thanh đóng ở Seoul. Ông được bổ nhiệm làm Thường trú hoàng gia (chức tương đương với Uỷ viên thường trú của Anh ở các vùng bảo hộ) và Cố vấn tối cao cho chính phủ Joseon sau khi ngăn chặn cuộc đảo chính cung đình năm 1885. Ông được triệu hồi về Trung Quốc ngay trước khi Chiến tranh Nhật–Thanh bùng nổ, và nhận được quyền chỉ huy Tân quân đầu tiên, mở đường cho việc ông lên nắm quyền. Năm 1898, Viên Thế Khải thành lập liên minh với Từ Hi Thái hậu và giúp chấm dứt Bách nhật duy tân của Hoàng đế Quang Tự. Được thăng chức Trực Lệ Tổng đốc vào năm 1902, Viên nhanh chóng mở rộng Quân Bắc Dương thành lực lượng quân sự được huấn luyện tốt nhất và hiệu quả nhất của Nhà Thanh. Ông đóng một vai trò tích cực trong các cuộc cải cách thời Hậu Thanh, trong đó bao gồm việc bãi bỏ khoa cử. Viên Thế Khải mất quyền lực sau cái chết của Từ Hi năm 1908, nhưng ông vẫn giữ được lòng trung thành của Quân Bắc Dương và do đó vẫn là một nhân vật có ảnh hưởng.
Khi Khởi nghĩa Vũ Xương bùng nổ năm 1911, Viên được triệu hồi về triều đình, bổ nhiệm làm Nội các Tổng lý đại thần nhà Thanh và được giao nhiệm vụ trấn áp quân nổi dậy. Sau một thời gian ngắn chiến đấu, ông đã tham gia đàm phán với những người cách mạng của Tôn Trung Sơn và sắp xếp việc thoái vị của hoàng đế trẻ Phổ Nghi, dẫn đến sự sụp đổ của triều đại Nhà Thanh. Đổi lại, Viên sẽ được bầu làm tổng thống của chính phủ cộng hòa mới vào năm 1912 sau khi Tôn từ chức để ủng hộ ông. Mong muốn quyền lực tập trung vào tay của mình đã khiến ông xung đột với Quốc hội và Quốc dân đảng (KMT), gây ra cuộc cách mạng thứ hai và bị dập tắt một cách dứt khoát. Sau đó ông đặt Quốc Dân Đảng ra ngoài vòng pháp luật và giải tán Quốc hội.
Vào tháng 12 năm 1915, trong nỗ lực củng cố quyền cai trị của mình hơn nữa, Viên Thế Khải đã khôi phục chế độ quân chủ và tự xưng là Hoàng đế Hồng Hiến. Động thái này vấp phải sự phản đối rộng rãi từ dân chúng, nhiều người ủng hộ thân cận nhất của ông trong Quân đội Bắc Dương, cũng như các chính phủ nước ngoài. Một số thống đốc quân sự và các tỉnh nổi dậy công khai. Vào tháng 3 năm 1916, Viên Thế Khải chính thức thoái vị và cho khôi phục lại nền Cộng hòa, chỉ mới làm hoàng đế được 83 ngày. Ông qua đời vì bệnh Urê huyết vào tháng 6 ở tuổi 56, để lại một chính phủ Bắc Dương suy yếu đáng kể và một bối cảnh chính trị bị chia cắt, sớm đẩy Trung Quốc vào thời kỳ quân phiệt.

## Tiểu sử
Viên Thế Khải sinh ngày 20 tháng 8 năm Hàm Phong thứ 9 (tức 16 tháng 9 năm 1859) tại thôn Trương Doanh (張營村), huyện Hạng Thành (項城縣), phủ Trần Châu (陳州府), tỉnh Hà Nam.
Gia đình họ Viên sau đó đã dời đến một khu đồi, cách trung tâm Hạng Thành 16 km về phía Đông Nam. Ở đó họ Viên đã xây một thôn được xây tường rào có tên Viên Trại thôn (袁寨村). Viên trại này ngày nay nằm trong Vương Minh Khẩu hương (王明口鄉), trên lãnh thổ của thành phố cấp huyện Hạng Thành.
Sinh ra trong một gia đình giàu có nên Viên Thế Khải được cung cấp một nền giáo dục Nho giáo rất tốt. Khi còn trẻ, ông thích cưỡi ngựa, đánh võ. Ông mong muốn thông qua khoa cử để trở thành một quan văn phục vụ dân sự, nhưng đã hai lần trượt trong các kỳ thi của triều đình. Nhờ mối quan hệ của cha và gia thế, mà Viên Thế Khải có một chỗ đứng trong quân đội nhà Thanh ở Sơn Đông. Sự nghiệp quân sự của ông bắt đầu bằng việc dùng tiền để mua một chức quan nhỏ vào năm 1880, đây là một phương thức thăng tiến phổ biến vào cuối thời Nhà Thanh. Năm 1876, ông lấy người vợ đầu tiên họ Vu và đã sinh cho ông người con trai đầu lòng là Nguyên Khả Định. Trong suốt cuộc đời của mình, Viên Thế Khải còn lấy thêm 9 người vợ lẽ nữa.

### Sự nghiệp quân sự ở Triều Tiên
Vào đầu những năm 1870, Triều Tiên dưới triều đại Joseon đang bị chia rẽ giữa những người theo chủ nghĩa biệt lập của Hưng Tuyên đại viện quân, cha của Vua Triều Tiên Cao Tông, và những người cấp tiến, do Minh Thành Hoàng hậu lãnh đạo, người muốn mở cửa thương mại. Sau Minh Trị Duy tân, Nhật Bản đã áp dụng chính sách đối ngoại hung hăng, phản đối sự thống trị của Nhà Thanh trên Bán đảo Triều Tiên. Theo Hiệp ước Ganghwa mà người Triều Tiên ký một cách miễn cưỡng vào năm 1876, Nhật Bản được phép cử phái đoàn ngoại giao đến Hanseong và mở các điểm giao thương ở Incheon và Wonsan. Giữa cuộc tranh giành quyền lực trong triều đình đã dẫn đến việc hoàng hậu phải lưu đày, Trực Lệ Tổng đốc là Lý Hồng Chương, đã phái 3.000 quân Thanh với đầy đủ trang bị tiến vào Triều Tiên. Vua Triều Tiên đề xuất Nhà Thanh giúp họ đào tạo 500 quân về nghệ thuật chiến tranh hiện đại, và Viên Thế Khải được bổ nhiệm giữ trọng trách này ở Triều Tiên. Lý Hồng Chương cũng đề nghị thăng chức cho Viên Thế Khải.
Sau khi đàn áp cuộc đảo chính Gapsin. Năm 1885, Viên được bổ nhiệm làm Trú sứ của Đế quốc Đại Thanh tại kinh thành Hanseong. Bề ngoài, chức vụ này ngang bằng với chức vụ đại sứ nhưng trên thực tế, với tư cách là quan chức đứng đầu của thiên triều trên lãnh thổ Triều Tiên nên Viên Thế Khải đã trở thành cố vấn tối cao về mọi chính sách của chính phủ Triều Tiên. Nhận thấy ảnh hưởng ngày càng tăng của Trung Quốc đối với triều đình Joseon, Nhật Bản đã tìm kiếm thêm ảnh hưởng thông qua việc tạo ra sự nghi ngờ cho Viên Thế về sự trung thành của người Triều Tiên. Hàng loạt tài liệu được gửi đến cho Viên với nội dung khẳng định rằng Triều Tiên đã thay đổi quan điểm đối với sự bảo hộ của Trung Quốc và thà quay sang Đế quốc Nga để được bảo vệ. Viên rất tức giận nhưng vẫn nghi ngờ những tài liệu này và xin Lý Hồng Chương cho lời khuyên.
Trong một hiệp ước được ký giữa Nhật Bản và Nhà Thanh, hai bên đồng ý rằng một trong hai bên sẽ chỉ đưa quân vào Triều Tiên sau khi thông báo cho bên kia. Mặc dù tình hình Triều Tiên đã ổn định nhưng vẫn là nơi bảo hộ của Nhà Thanh. Người Triều Tiên nổi lên ủng hộ các chính sách duy tân để hiện đại hóa đất nước. Một nhóm cực đoan khác là Phong trào nông dân Đông Học đã thúc đẩy học thuyết dân tộc chủ nghĩa, ban đầu dựa một phần vào các nguyên tắc Nho giáo, đã nổi dậy chống lại triều đình. Viên Thế Khải và Lý Hồng Chương gửi quân vào Triều Tiên để bảo vệ lợi ích của triều đình Joseon và Nhà Thanh, còn Nhật Bản cũng làm như vậy với lý do bảo vệ các điểm giao thương của Nhật Bản. Căng thẳng giữa Nhật Bản và Trung Quốc sôi sục khi Nhật Bản không chịu rút quân và phong tỏa ở vĩ tuyến 38. Lý Hồng Chương muốn bằng mọi giá tránh chiến tranh với Nhật Bản và cố gắng thực hiện điều này bằng cách yêu cầu gây áp lực quốc tế để Nhật Bản rút quân. Nhật Bản từ chối và chiến tranh nổ ra. Viên Thế Khải, bị đưa vào tình thế bất khả kháng, được triệu hồi về Thiên Tân vào tháng 7 năm 1894, trước khi Chiến tranh Nhật–Thanh (甲午戰爭) chính thức bùng nổ.
Viên Thế Khải có 3 người vợ lẽ người Triều Tiên, một trong số họ là họ hàng của Công chúa Lee, vợ lẽ của Kim. 15 người con của Viên là con của ba người phụ nữ Triều Tiên này.

### Xây dựng thế lực tại Thiên Tân
Sự nổi tiếng của Viên Thế Khải bắt đầu từ việc ông tham gia trên danh nghĩa vào Chiến tranh Thanh-Nhật với tư cách là chỉ huy lực lượng đồn trú của Nhà Thanh tại Triều Tiên. Tuy nhiên, không giống như các sĩ quan khác, ông tránh được nỗi nhục nhã trước thất bại của Nhà Thanh thông qua chiếu chỉ triệu hồi về Bắc Kinh vài ngày trước khi xung đột bùng nổ.
Là đồng minh của Lý Hồng Chương, Viên được bổ nhiệm làm chỉ huy của Tân quân đầu tiên vào năm 1895. Chương trình huấn luyện của Viên đã hiện đại hóa quân đội, tạo ra niềm tự hào to lớn và khiến ông nhận được lòng trung thành của các sĩ quan cấp cao có năng lực. Đến năm 1901, năm trong số bảy tư lệnh sư đoàn của Nhà Thanh và hầu hết các sĩ quan quân sự cấp cao khác ở Thanh triều đều là học trò của ông. Triều đình nhà Thanh phụ thuộc rất nhiều vào quân đội của Viên, vì lực lượng đồn trú nằm ở Thiên Tân, gần kinh đô và tính hiệu quả chiến đấu của họ. Trong số các đội quân mới hình thành nên một phần của Phong trào Tự cường, quân của Viên là được huấn luyện tốt nhất và hiệu quả nhất. Thành công của ông đã mở đường cho ông vươn lên dẫn đầu trong cả lĩnh vực quân sự và chính trị.

### Tiết lộ cơ mưu của phái Duy tân
Tháng 6 năm 1898, nghe theo lời Khang Hữu Vi và Lương Khải Siêu, Hoàng đế Quang Tự cho thi hành cuộc biến pháp, nhằm duy tân đất nước. Thế nhưng chỉ mấy ngày sau, thì vấp phải sự chống đối của phái Hậu đảng, tức phe phái của Thái hậu Từ Hi. Đàm Tự Đồng, một thành viên của phái Duy tân, thấy vậy bèn khuyên Quang Tự đoạt lấy chính quyền. Hoàng đế nghe lời bèn cử Tự Đồng đến gặp Viên Thế Khải lúc đó đang thống lĩnh 7.000 quân ở Thiên Tân, và đã từng tham gia Cường học hội (một tổ chức của phái Duy tân).
Mặc dù nhận lời kéo quân về giúp, nhưng sau khi cân nhắc, Viên Thế Khải thấy phe Từ Hi (sử gọi là Hậu đảng) còn mạnh, nên ngay sau đó ông lập tức đến Bắc Kinh, báo lại mọi việc cho Từ Hi. Kết quả là Hoàng đế Quang Tự bị bắt giam, 6 vị nhân sĩ (trong đó có Đàm Tự Đồng) bị giết, Khang Hữu Vi cùng Lương Khải Siêu phải chạy trốn sang Nhật Bản, và cuộc biến pháp bị bãi bỏ...Sử gọi vụ này là Bách nhật Duy tân (Cải cách trăm ngày), là Chính biến Mậu Tuất (1898),
Nhờ công tiết lộ, Viên Thế Khải được Từ Hi phong làm Thống soái tân quân Bắc Dương.

### Tổng đốc Sơn Đông và nhóm Đông Nam hỗ bảo

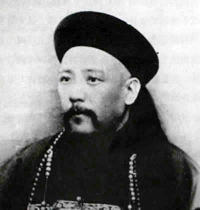
Viên Thế Khải trong thời gian giữ chức Tổng đốc Sơn Đông

Ngay sau Bách nhật Duy tân, Từ Hy Thái hậu đã bổ nhiệm Viên Thế Khải làm Sơn Đông Tổng đốc, trong nhiệm kỳ 3 năm của mình, Phong trào Nghĩa Hòa Đoàn (1899-1901) đã nổ ra. Viên đảm bảo việc an ninh cho Sơn Đông và không tham gia tích cực bên ngoài lãnh thổ của Sơn Đông. Viên được cho là ủng hộ phe chống Nghĩa Hòa Đoàn cùng với Thân vương Dịch Khuông và Lý Hồng Chương. Viên đã từ chối đứng về phía Nghĩa Hòa Đoàn trong cuộc khởi nghĩa cũng như tấn công lực lượng Liên quân tám nước. Tổng đốc Sơn Đông Viên Thế Khải, Tổng đốc Hồ Quảng Trương Chi Động, Tổng đốc Lưỡng Quảng Lý Hồng Chương, Tổng đốc Lưỡng Giang Lưu Khôn Nhất... đã phớt lờ lời tuyên chiến của Thái Hậu Từ Hi chống lại các thế lực ngoại bang dựa trên Phong trào Nghĩa Hòa Đoàn. Họ đã thoả hiệp với các nước ký kết Chương trình Trung Ngoại bảo vệ chung, có tác dụng kiềm chế phong trào Nghĩa Hòa Đoàn không lan xuống phía Nam sông Trường Giang, nhóm này được gọi là Đông Nam hỗ bảo (东南互保).
Lực lượng của Viên Thế Khải không chỉ từ chối tham gia chống Liên quân tám nước, ông còn giúp liên quân này đàn áp Nghĩa Hòa Đoàn sau khi họ chiếm được Bắc Kinh vào tháng 8 năm 1900. Lực lượng của Viên đã tàn sát hàng chục nghìn người trong chiến dịch chống lại Nghĩa Hòa Đoàn ở Trực Lệ.
Viên Thế Khải cũng thành lập một trường cao đẳng cấp tỉnh (Trường Cao đẳng Sơn Đông, tiền thân của Đại học Sơn Đông) ở Tế Nam, nơi áp dụng các tư tưởng giáo dục của phương Tây.

### Đại thần nhiếp chính và những cải cách cuối thời Nhà Thanh

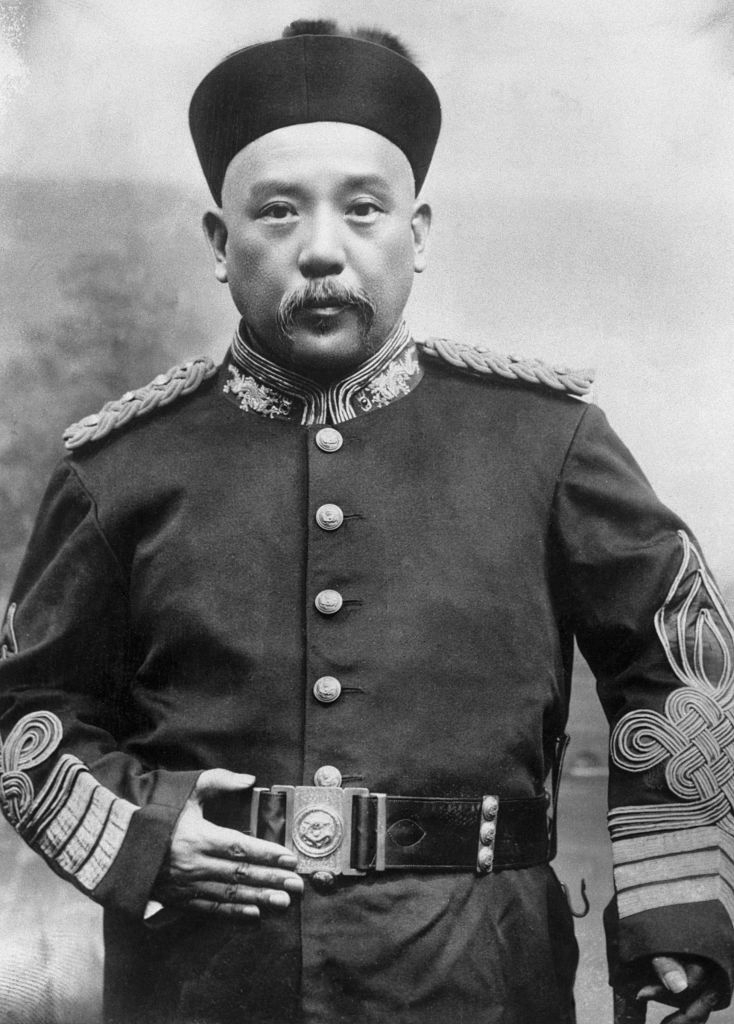
Viên Thế Khải trong quân phục Tân quân Nhà Thanh, 1912

Năm 1901, Viên Thế Khải thay Lý Hồng Chương làm đại thần nhiếp chính. Năm 1907, Viên Thế Khải được cử làm Thượng thư bộ Ngoại vụ, tham gia vào việc quân cơ. Cựu hoàng Phổ Nghi kể:
Viên Thế Khải sau khi đến Bắc Kinh không đầy một tháng, lấy danh nghĩa Long Dụ thái hậu mở kho lương thực tiếp tế cho quân đội, đồng thời bức ép những người thân quý nộp tài sản nuôi quân...Chính trị, quân binh, tài sản (trong cung), tất cả đều rơi vào tay của Viên Thế Khải....
Vào tháng 6 năm 1902, ông giữ chứ Tổng đốc Trực Lệ, ủy viên phụ trách Thương mại Hoa Bắc và Thượng thư Bộ Thương mại Bắc Dương (北洋通商大臣), tương đương các vùng hiện nay là Liêu Ninh, Hà Bắc và Sơn Đông. Nhận được sự chú ý của các thế lực nước ngoài sau khi giúp dẹp tan Phong trào Nghĩa Hòa Đoàn, Viên đã đạt được thành công nhiều khoản vay để mở rộng Quân Bắc Dương của mình thành đội quân hùng mạnh nhất Trung Quốc. Ông đã thành lập một lực lượng cảnh sát gồm 2.000 người để giữ trật tự ở Thiên Tân, đây là lực lượng đầu tiên thuộc loại này trong lịch sử Trung Quốc, do Nghị định thư Bắc Kinh cấm bất kỳ đội quân nào được bố trí gần Thiên Tân. Viên Thế Khải cũng tham gia vào việc chuyển giao quyền kiểm soát đường sắt từ Thịnh Xuân Hoài, khiến đường sắt và việc xây dựng chúng trở thành nguồn thu lớn của ông. Viên đóng vai trò tích cực trong các cải cách chính trị cuối thời nhà Thanh, bao gồm việc thành lập Bộ Giáo dục (學部) và Bộ Cảnh sát (巡警部). Ông còn ủng hộ sự bình đẳng sắc tộc giữa người Mãn và người Hán.
Năm 1905, làm theo lời khuyên của Viên Thế Khải, Thái hậu Từ Hi đã ban hành sắc lệnh chấm dứt hệ thống thi cử Nho giáo truyền thống được chính thức hóa vào năm 1906. Bà ra lệnh cho Bộ Giáo dục thực hiện một hệ thống các trường tiểu học, trung học và đại học với chương trình giảng dạy do nhà nước quy định, mô phỏng theo hệ thống giáo dục của Nhật Bản thời Thiên hoàng Minh Trị. Vào ngày 27 tháng 8 năm 1908, triều đình nhà Thanh ban hành "Các nguyên tắc hiến pháp" mà Viên đã giúp soạn thảo. Tài liệu này kêu gọi một chính phủ lập hiến với chế độ quân chủ mạnh mẽ (theo mô hình Minh Trị Nhật Bản và Đế chế Đức thời Bismarck), với hiến pháp được ban hành vào năm 1916 và một quốc hội được bầu vào năm 1917.
Tân quân với chủ yếu là người Hán của Viên Thế Khải chịu trách nhiệm chính trong việc bảo vệ Bắc Kinh, vì hầu hết các đội quân Bát kỳ hiện đại hóa đã bị tiêu diệt trong Phong trào Nghĩa Hòa Đoàn và các lực lượng Bát kỳ hiện đại hóa về bản chất chỉ là tượng trưng chứ không có sức chiến đấu.
Năm 1908, Hoàng đế Quang Tự qua đời. Bấy giờ có người tin rằng Quang Tự mất vì bị Khánh Vương Dịch Khuông và Viên Thế Khải đầu độc, để đưa Tái Chấn (con Dịch Khuông) lên nối ngôi .
Thấy có nhiều người muốn giết Viên Thế Khải, nhưng sợ rằng khi Viên Thế Khải chết, thì quân Bắc Dương sẽ nổi lên phản đối, nên Thái hậu Long Dụ nghe theo chủ ý của Trương Chi Động, cho Viên Thế Khải về nhà dưỡng bệnh, rồi cho nghỉ công tác .
Trong ba năm thôi chức sống ở quê nhà, Viên Thế Khải vẫn giữ liên lạc với các đồng minh thân cận của mình, bao gồm cả Đoàn Kỳ Thụy, người thường xuyên báo cáo với ông về các vấn đề quân sự. Viên đã sắp xếp cuộc hôn nhân của cháu gái mình (người mà ông đã nhận làm con nuối) với Đoàn Kỳ Thụy như một biện pháp để củng cố quyền lực. Lòng trung thành của quân Bắc Dương chắc chắn vẫn ủng hộ Viên. Có được sự hỗ trợ quân sự chiến lược này, Viên nắm giữ cán cân quyền lực giữa nhiều nhà cách mạng khác nhau (như Tôn Trung Sơn) và triều đình Nhà Thanh. Cả hai đều muốn Viên đứng về phía họ.

### Quay lại chính trường và trấn áp quân cách mạng

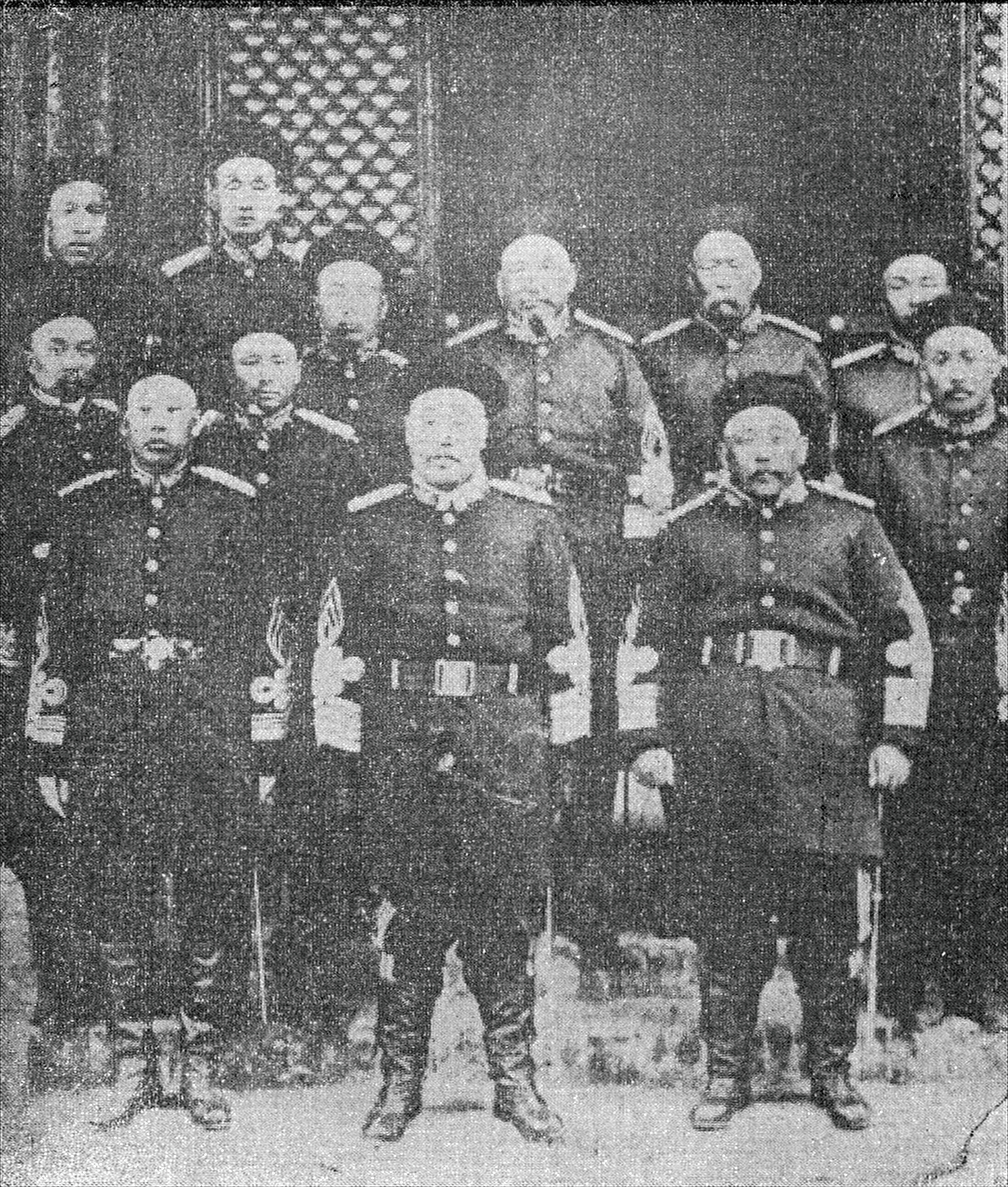
Viên Thế Khải năm 1910.

Bất mãn vì nhà Thanh quốc hữu hoá đường sắt Xuyên-Hán, Việt-Hán để gán nợ cho Anh, Pháp, Đức, Mỹ; nhân dân các tỉnh Hồ Bắc, Hồ Nam, Quảng Đông, Tứ Xuyên nổi dậy phản đối.
Lợi dụng thời cơ nhà Thanh điều quân đội từ Vũ Xương đến Trùng Khánh, tối ngày 10 tháng 10 năm 1911, binh lính ở Vũ Xương nổi dậy. Đây là kết quả của một cuộc vận động lâu dài của những phần tử trong Trung Quốc Đồng minh hội. Mờ sáng hôm sau thì quân cách mạng chiếm được Vũ Xương. Sử gọi là Khởi nghĩa Vũ Xương. Thắng lợi này đã cổ vũ các tỉnh khác tuyên bố ly khai với nhà Thanh, làm nên cuộc Cách mạng Tân Hợi, 1911. Lập tức, nhà Thanh phái nhiều tướng lĩnh và hàng vạn quân đi tiêu diệt, nhưng không thành công.
Cả triều đình nhà Thanh và Viên Thế Khải đều hoàn toàn nhận thức được rằng quân Bắc Dương là lực lượng duy nhất của Nhà Thanh đủ mạnh để dập tắt được những người cách mạng. Triều đình gửi chiếu chỉ triệu hội Viên Thế Khải về triều đình phụng mạng vào ngày 27 tháng 10, nhưng ông liên tục tìm cách khước từ lời đề của triều đình Nhà Thanh.
Cuối cùng, vào ngày 30 tháng 10, Viên Thế Khải đến Bắc Kinh và đến ngày 1 tháng 11 năm 1911, ông ép triều đình trao cho mình chức Tổng lý nội các đại thần (tương đương chức Thủ tướng hiện nay). Ngay sau đó, ông yêu cầu cha của Hoàng đế Phổ Nghi là Tái Phong rút lui khỏi chính trường, điều này buộc Tái Phong phải từ chức Đại Thanh Nhiếp Chính vương. Điều này đã mở đường cho Viên thành lập một nội các thân tín mới, chủ yếu là người Hán, với chỉ một người Mãn làm Thượng thư Bộ Chủ quyền. Để khen thưởng thêm cho lòng trung thành của Viên với triều đình, Long Dụ Thái hậu đã phong cho ông tước hiệu cao quý Đệ nhất Hầu tước (一等侯), một vinh dự trước đây chỉ được trao cho Tăng Quốc Phiên vì ông đã xây dựng Tương quân để trấn áp Cuộc nổi dậy Thái Bình Thiên Quốc.
Ngày 2 tháng 11 năm 1911, Viên Thế Khải cho quân đánh chiếm lại Hán Khẩu, sau đó cho bao vây Vũ Xương. Ngày 12 tháng 11, Viên Thế Khải đến Bắc Kinh thành lập nội các. Cho Đoàn Kỳ Thụy coi việc quân ở miền Vũ Hán, cho Phùng Quốc Chương làm Tổng thống quân cấm vệ tại kinh thành. Viên biết rằng việc đàn áp hoàn toàn cuộc cách mạng sẽ chấm dứt vai trò của ông đối với chế độ Nhà Thanh. Thay vì tấn công Vũ Xương, ông bắt đầu đàm phán với những người cách mạng. Cựu hoàng Phổ Nghi kể:
Nghe nói, cha tôi (tức Hàm Thân Vương, lúc này đang làm Nhiếp Chính Vương) cùng các vương công thảo luận, bất luận Viên Thế Khải trấn áp cách mạng thành công hay thất bại, cuối cùng phải diệt trừ ông ta. Nếu như Viên Thế Khải thất bại thì mượn cớ thất bại mà xử tội chết, nếu như thành công thì lấy cớ giải trừ quân đội, tướt bỏ binh quyền, rồi nghĩ cách tiêu diệt. Tóm lại, quân đội quyết không để rơi vào tay người Hán, nhất là không thể nằm trong tay Viên Thế Khải .
Ngày 15 tháng 11, đại biểu quân cách mạng ở các tỉnh về Thượng Hải dự hội nghị, nhưng đến ngày 24 thì bị vây phải dời về Vũ Xương. Nơi này lại bị vây, hội nghị phải họp trong tô giới Anh ở Hán Khẩu.
Ngày 2 tháng 12, quân cách mạng chiếm được Nam Kinh, hội nghị liền dời về đây để bầu đại Tổng thống, lập Chính phủ lâm thời.
Ngày 25 tháng 12, Tôn Dật Tiên từ Mỹ về nước. Sau đó (10 tháng 1 năm Tân Hợi, tức ngày 29 tháng 12 năm 1911), Tôn được đại biểu của 17 tỉnh dự họp bầu làm Đại tổng thống lâm thời (Lê Nguyên Hồng làm phó), và lấy ngày 1 tháng 1 năm 1912 làm ngày khai sinh của chính quyền Trung Hoa dân quốc.
Được tin, Viên Thế Khải liền tìm mọi cách tấn công vào chính quyền mới. Vừa bị Viên Thế Khải uy hiếp, vừa bị các nước đế quốc thu hết thuế quan (họ không công nhận chính phủ của Tôn Dật Tiên), nên chính phủ Cộng hòa gặp rất nhiều khó khăn.

### Làm Đại Tổng thống Lâm thời

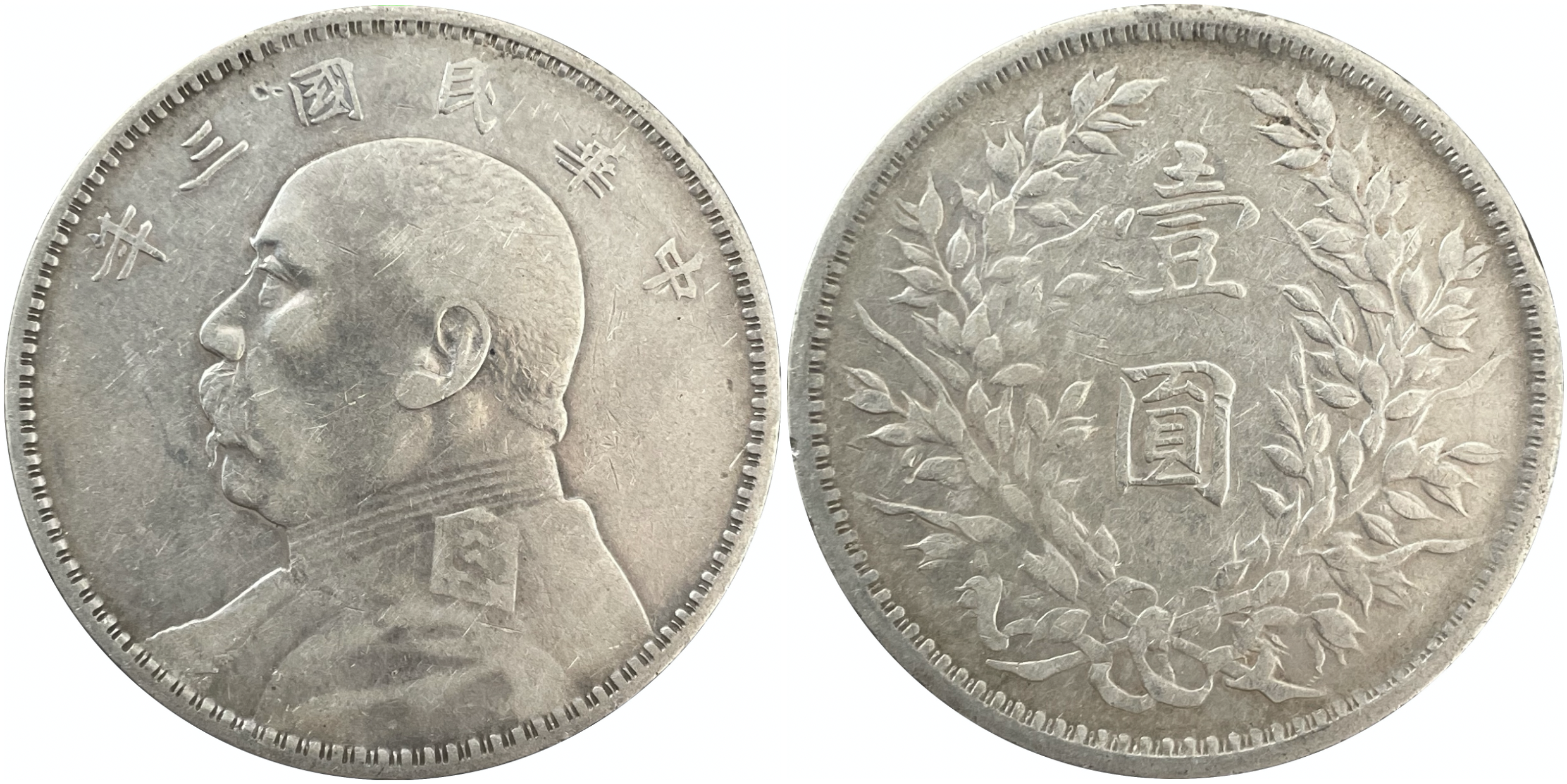
Xu bạc 1 yuan/dollar Trung Hoa Dân Quốc năm thứ 3 được đúc năm 1914, dưới thời Viên Thế Khải làm Đại Tổng thống

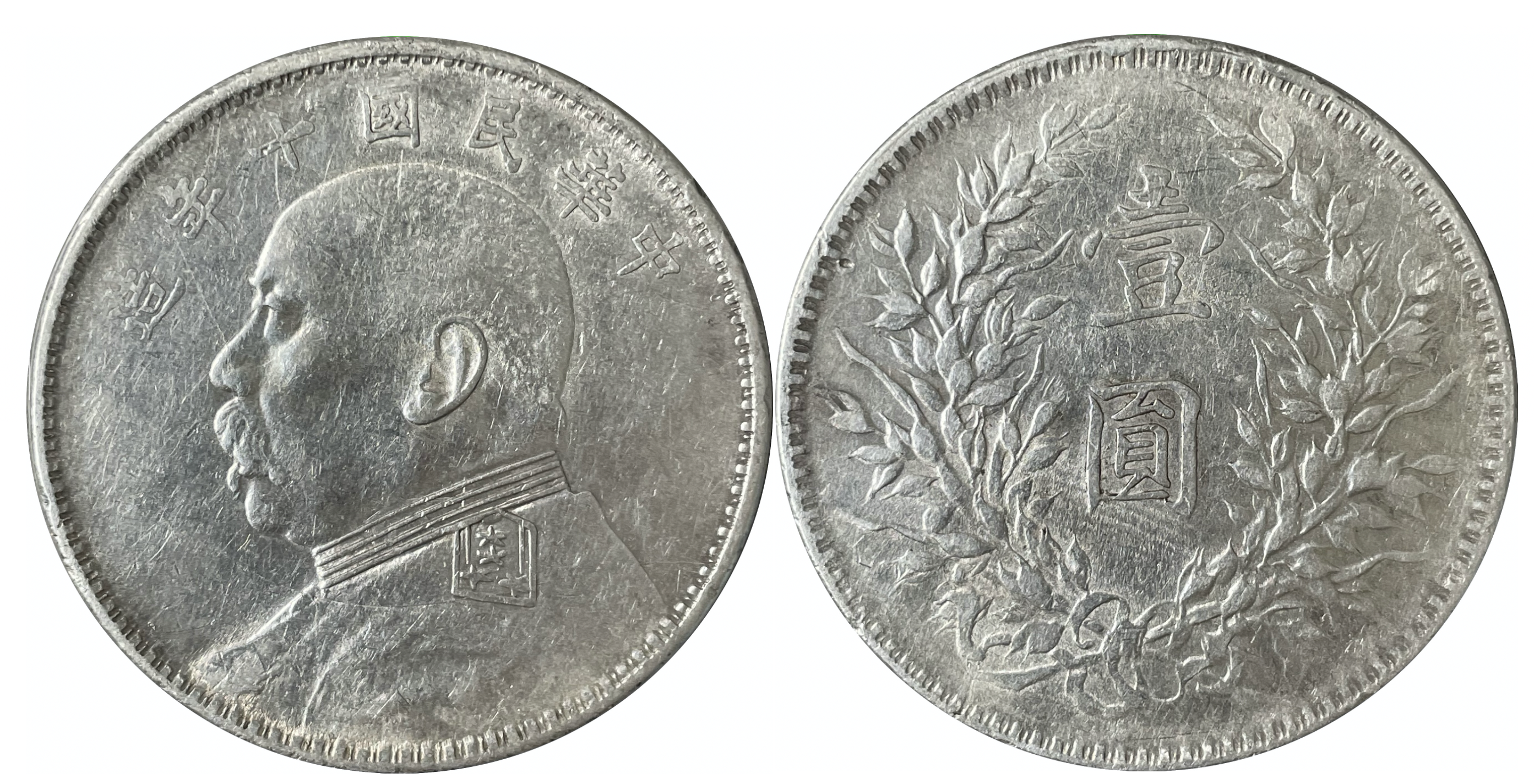
1 yuan/dollar Trung Hoa Dân Quốc năm thứ 10, năm 1921, được đúc dưới thời Tổng thống Từ Thế Xương, với chân dung Viên Thế Khải ở mặt trước

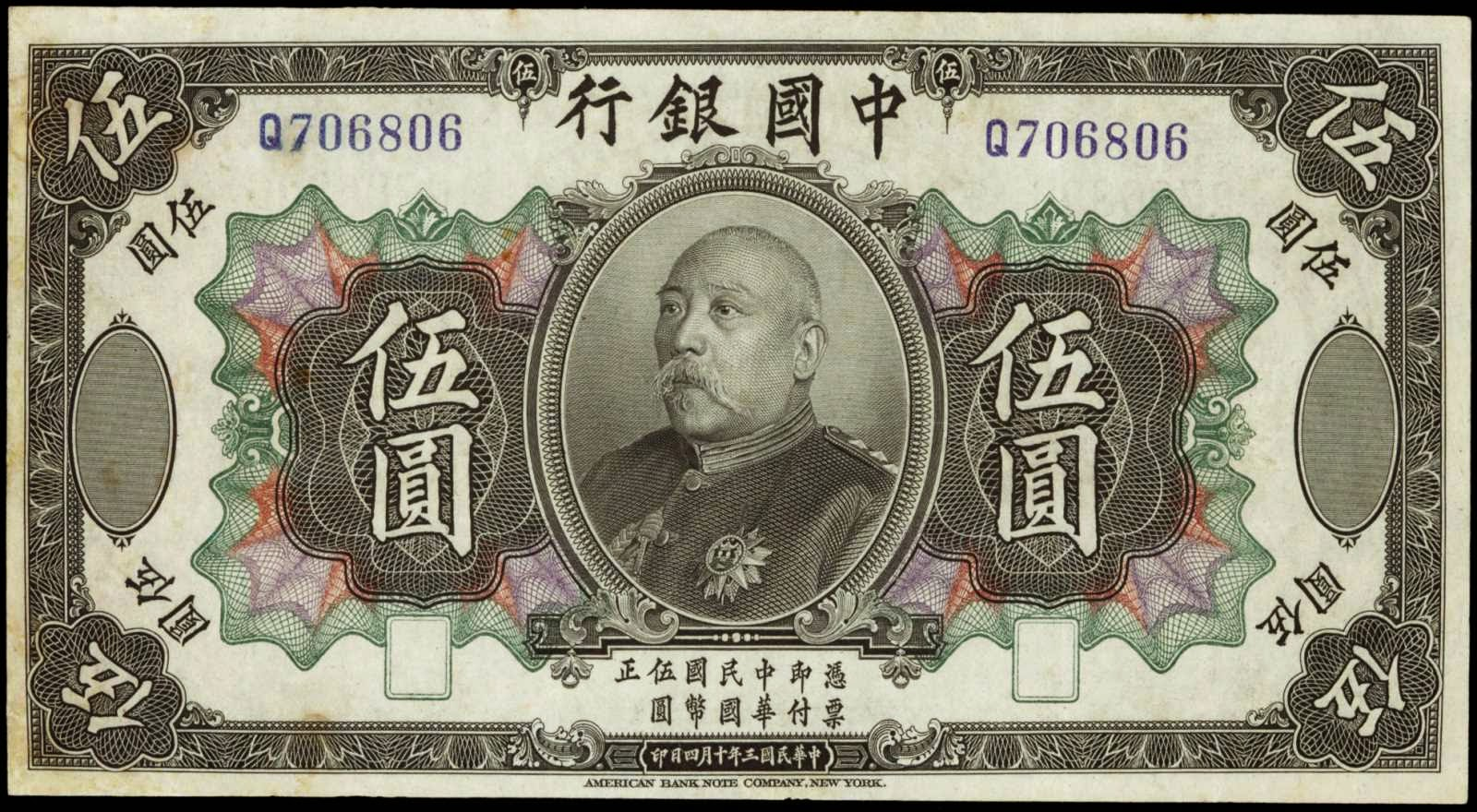
Một tờ tiền giấy có mệnh giá 5 yuan/dollar với mặt trước có chân dung của Viên Thế Khải, phát hành năm 1914

Để chấm dứt cuộc nội chiến, Tôn Dật Tiên đã đề xuất hiệp nghị 5 điều như sau:
- Hoàng đế nhà Thanh phải thoái vị.
- Viên Thế Khải phải tuyên bố tuyệt đối tán thành chính thể Cộng hòa.
- Hoàng đế thoái vị xong, Tôn Dật Tiên sẽ từ chức Lâm thời Đại Tổng thống.
- Lâm thời Tham nghị viện sẽ cử Viên Thế Khải lên làm Lâm thời Đại Tổng thống.
- Được tuyển cử rồi, Viên Thế Khải phải tuyên thệ giữ Lâm thời ước pháp do Tham nghị viện định ra[26].

Viên Thế Khải bằng lòng, bèn mật sai Đoàn Kỳ Thụy hiệp với 40 võ tướng khác uy hiếp Hoàng đế Mãn Thanh thoái vị. Ngày 12 tháng 2 năm 1912 (năm đầu Dân quốc), Hoàng đế Tuyên Thống (tức Ái Tân Giác La Phổ Nghi) phải xuống chiếu thoái vị để hoàng tộc còn được hưởng một số điều kiện ưu đãi của Chính phủ Dân quốc.
Ngay hôm sau, Viên Thế Khải điện cho Tôn Dật Tiên và Lê Nguyên Hồng biết công lao của ông, và có ý thúc ép Tôn Dật Tiên từ chức, nhường chức Đại tổng thống lại cho Viên Thế Khải. Tôn Dật Tiên đồng ý với ba điều kiện là:
- Chính phủ lâm thời phải đóng ở Nam Kinh, không được thay đại biểu.
- Đại Tổng thống mới được cử phải đến Nam Kinh nhận chức, Tôn Dật Tiên và Chính phủ của ông mới thôi chức.
- Đại Tổng thống mới phải tuân theo Ước pháp của Chính phủ lâm thời, những điều luật và quy chế đã công bố vẫn tiếp tục có giá trị.

Ngày 15 tháng 2 năm 1912, sau khi Viên Thế Khải đồng ý tuân theo các điều kiện trên, Tham nghị viện cử ông lên làm Lâm thời Đại Tổng thống. Tôn Dật Tiên sau đó cử học giả Thái Nguyên Bồi lên Bắc Kinh rước Viên Thế Khải xuống Nam Kinh nhận chức theo thỏa thuận. Nhưng vì Viên Thế Khải không muốn rời xa hang ổ của mình, nên bí mật cho một nhóm binh sĩ do Tào Côn thống lĩnh giả vờ nổi loạn. Sợ phương Bắc có biến, Thái Nguyên Bồi đề nghị để Viên Thế Khải tuyên thệ và nhận chức ở Bắc Kinh.
Ngày 10 tháng 3, Viên Thế Khải tuyên bố nhận chức ở Bắc Kinh, trở thành nhà lãnh đạo mới của Trung Hoa Dân Quốc. Căn cứ vào quy định của Ước pháp, Viên Thế Khải cử người xuống Nam Kinh tổ chức nội các mới, dùng Đường Thiệu Nghi làm Quốc vụ Tổng lý. Ngày 5 tháng 4, Tham nghị viện quyết định dời Chính phủ lâm thời lên Bắc Kinh. Cách mạng Tân Hợi đến đây là chấm dứt .

### Lại xung đột với lực lượng cách mạng
Sau khi Viên Thế Khải lên làm Đại Tổng thống, tuy phái cách mạng không hoàn toàn bị loại bỏ, nhưng những chức vụ chủ chốt trong chính quyền đều vào tay phe của Viên Thế Khải. Theo sử liệu thì đây là chính quyền mà ngoài thì treo chiêu bài "Trung Hoa Dân quốc", nhưng bên trong là phái của Viên Thế Khải cấu kết với đế quốc chống lại phái cách mạng .
Ngày 20 tháng 3 năm 1913, một đảng viên trọng yếu của Trung Quốc Đồng Minh hội là Tống Giáo Nhân bị mưu sát mà người chủ mưu là một viên chức cao cấp trong Chính phủ của Viên Thế Khải. Vì việc này mà Tôn Dật Tiên tuyên bố chống Viên Thế Khải.
Tháng 8 năm đó, với ý định thông qua Quốc hội, sẽ hạn chế quyền lực của Viên Thế Khải, Trung Quốc Đồng Minh hội cải tổ thành Quốc dân đảng.
Trước tình trạng Quốc dân đảng chiếm đa số ghế trong Quốc hội, để đối phó, Viên Thế Khải bèn gấp rút cho bổ sung quân, đồng thời không đợi Quốc hội thông qua, Viên Thế Khải ký giấy vay Ngân hàng đoàn (đây là ngân hàng 5 nước, gồm Anh, Pháp, Đức, Nhật, Nga) một số tiền 25 triệu bảng Anh để tiến hành cuộc đối đầu mới. Số tiền này phải trả trong 47 năm bằng thuế muối.
Quốc dân đảng phản đối kịch liệt. Các tướng lĩnh thuộc đảng này là Lý Liên Kiệt (Đô đốc Giang Tây), Hồ Hán Dân (Đô đốc Quảng Đông), Bách Văn Uất (Đô đốc An Huy)...trách Viên Thế Khải làm trái phép. Viên Thế Khải bèn ra lệnh cách chức cả ba. Tức thì, các tướng khởi binh chống lại Viên Thế Khải: Lý Liên Kiệt khởi binh ở Giang Tây, Trần Kỳ Mỹ khởi binh ở Thượng Hải, Bách Văn Uất khởi binh ở An Huy, Trần Quýnh Minh khởi binh ở Quảng Đông. Ngoài ra, ở các tỉnh Phúc Kiến, Hồ Nam, Trùng Khánh cũng lần lượt hưởng ứng. Tuy nhiên tất cả đều thất bại (Tôn Dật Tiên phải lưu vong sang Nhật) vì ít quân và vì Viên Thế Khải đã bố trí lực lượng từ trước.
Cuộc xung đột này chỉ kéo dài không đầy hai tháng, sử gọi dây là cuộc cách mạng lần thứ hai (lần đầu là Cách mạng Tân Hợi năm 1911).

### Khôi phục nền quân chủ
Sau đó, Viên Thế Khải bắt Quốc hội thừa nhận ông là Đại tổng thống chính thức (Lê Nguyên Hồng làm phó). Và để bảo đảm địa vị của mình, tháng 11 năm 1913, Viên Thế Khải ra lệnh trục xuất các nghị viên thuộc Quốc dân đảng ra khỏi Quốc hội.
Đầu năm 1914, Viên Thế Khải giải tán luôn Quốc hội. Không lâu sau, ông hủy bỏ luôn Ước pháp lâm thời rồi cho xây dựng một nền thống trị "độc tài của tập đoàn quan liêu, quân phiệt và đại địa chủ tư bản" .
Tháng 8 năm đó, Thế chiến thứ nhất bùng nổ, các đế quốc phương Tây đều bận chiến tranh. Nhân cơ hội này, Nhật Bản liền xông vào chiếm lấy đất đai của Trung Quốc. Mượn cớ tuyên chiến với Đức, Nhật Bản đưa quân đổ bộ lên Sơn Đông, chiếm vùng Giao Châu Loan và nắm lấy đường sắt Giao Tế. Lúc này, vì Viên Thế Khải đang muốn khôi phục nền đế chế, và muốn được Nhật Bản giúp đỡ nên không hề tỏ thái độ phản đối.
Tháng 1 năm 1915, Nhật Bản đề ra 21 yêu sách với Viên Thế Khải và Chính phủ của ông, coi đó là điều kiện để họ thừa nhận Viên Thế Khải lên ngôi Hoàng đế. Nội dung cơ bản của yêu sách là:
- Đem quyền lợi ở vùng Sơn Đông trước kia thuộc Đức, chuyển cho Nhật Bản. Thừa nhận sự độc quyền của Nhật Bản ở Liêu Ninh, Cát Lâm và Đông Nội Mông.
- Cho phép Nhật Bản hùn vốn kinh doanh khai thác mỏ sắt ở Đại Trị, Hồ Bắc; mỏ than ở Bình Hương, Giang Tây. Nhật Bản có đặc quyền trong việc xây dựng đường sắt, khai mỏ ở Phúc Kiến. Những đảo, cửa biển chỉ được cho Nhật Bản thuê.
- Mời người Nhật Bản làm cố vấn chính trị, kinh tế, quân sự. Binh công xưởng phải do hai nước Trung-Nhật cùng xây dựng. Hai nước cùng quản lý lực lượng cảnh sát địa phương, v.v...[31]

Vì quyền lợi riêng, Viên Thế Khải chấp nhận yêu sách. Tháng 10 năm Dân quốc thứ 4 (1915), đại biểu quốc dân các tỉnh đều bỏ phiếu tán thành thể chế quân chủ lập hiến. Và cũng ngay hôm ấy, Tham chính viện thay mặt quốc dân tôn Viên Thế Khải lên ngôi Hoàng đế . Viên Thế Khải nhận lời, định ngày mùng một tháng Giêng năm sau (1916) sẽ lên ngôi, lấy niên hiệu là Hồng Hiến.
Lập tức, Tiến bộ đảng của Lương Khải Siêu liên kết với Đảng Cách mạng Trung Hoa của Tôn Dật Tiên (do ông thành lập năm 1914) vận động cuộc phản đế chế. Hưởng ứng lời hiệu triệu của hai đảng, các tỉnh là Tứ Xuyên, Quảng Đông, Quảng Tây, Hồ Nam,..đều có phong trào chống đối Viên Thế Khải.
Cũng khoảng thời gian đó, Thái Ngạc (nguyên Đô đốc Vân Nam), từ Bắc Kinh lén về Vân Nam, họp bàn với Đô đốc Vân Nam là Đường Kế Nghiêu đánh điện yêu cầu Viên từ bỏ đế chế, rồi tuyên bố Vân Nam độc lập. Sau đó,Tứ Xuyên. Hưởng ứng, cựu Tổng đốc Giang Tây là Lý Liệt Quân cũng mang quân đi lấy Quảng Đông. Viên Thế Khải liền sai Tào Côn, Ngô Bội Phu đem quân chống Thái Ngạc; sai Long Tế Quang đem quân đi chống Lý Liệt Quân. Nhưng vì quân đội không ủng hộ Viên Thế Khải nữa, nên không thu được kết quả... Tiếp theo các tỉnh Quý Châu, Quảng Tây, Chiết Giang, Hồ Nam, Thiểm Tây,...cũng lần lượt tuyên bố độc lập. Bộ hạ của Viên Thế Khải là Đoàn Kỳ Thụy, Phùng Quốc Chương cũng theo phe Cộng hòa mà phản đối đế chế. Đến đây, Nhật Bản thấy uy tín của Viên Thế Khải giảm sút quá nên cũng bỏ rơi Viên Thế Khải .

### Viên Thế Khải mất và họa quân phiệt sau đó
Theo cựu hoàng Phổ Nghi, thì Viên Thế Khải định gả con gái cho ông, nhưng việc chưa đi đến đâu thì Viên Thế Khải đã chết vì "tức giận" sau khi làm Hoàng đế được 83 ngày . Theo Nguyễn Hiến Lê, thì Viên Thế Khải thấy mình bị nhiều tướng lĩnh phản đối nên vội vàng bỏ ý xưng đế, chỉ giữ chức Đại Tổng thống thôi, nhưng phe phản đối cũng không chịu. Tháng 5 năm 1916, phái cách mạng ở Quảng Châu thành lập Chính phủ Cộng hòa và bầu Lê Nguyên Hồng làm Đại Tổng thống. Viên Thế Khải ưu uất chết ngày 6 tháng 6 năm 1916 (tức ngày 6 tháng Năm âm lịch) ở tuổi 57 .
Lê Nguyên Hồng lấy tư cách là Phó Tổng thống lên thay, cử Phùng Quốc Cương làm phó, Đoàn Kỳ Thụy làm Tổng lý Nội các; rồi cho khôi phục Ước pháp lâm thời, triệu tập lại Quốc hội. Nhưng họ không đoàn kết với nhau được. Phe quân nhân Bắc Dương (đàn em của Viên Thế Khải) là Đoàn Kỳ Thụy, Phùng Quốc Chương, Tào Côn, Trương Tác Lâm... xưng hùng ở phương Bắc. Ở phương Nam thì có Đường Kế Nghiêu, Lục Vĩnh Đình... khởi binh chống lại, gây cuộc tương tranh quân phiệt giữa Nam và Bắc nhiều năm sau này.

## Nhận xét
Nhận xét khái quát về Viên Thế Khải, học giả Nguyễn Hiến Lê viết:
Ông là một chính trị gia có tài, thông minh, biết tổ chức, mưu mô, cương quyết, có bản lãnh, có thủ đoạn; chỉ tiếc rằng ông ham quyền quá, nhiều tham vọng quá, không dùng tài mình vào việc giúp nước, mà chỉ để nhắm cái ngai vàng...Giá bấy giờ Trung Hoa có một lãnh tụ khác, không nghĩ đến tư lợi, đến quyền thế của mình, thì có thể Trung Hoa đã thống nhất được ngay và tránh được cái họa nội chiến kéo dài nhiều năm sau...

## Con cái
- Viên Khắc Định